# ستافورد بيتسوورث هينز
ستافورد بيتزورث هينز (بالإنجليزية:  Stafford Bettesworth Haines)‏، التحق بالبحرية في بومبي ضابط صف بحرياً وكان نشيطا وبارعا وذكيا، مكنته مواهبه من تعيينه رئيسا للجنة الدائمة للمسح والرسم الهندسي في البحرية البريطانية في الهند، واصبح قبطانا ناجحا، وهو الذي اقترح على التاج البريطاني احتلال عدن الذي تم في 19 يناير عام 1839م، لتكون حلقة وصل للاراضي البريطانية ولتأمين التجارة من بريطانيا حتى الهند.
كانت الهند في ذلك الحين محمية بريطانية، وبقيت عدن تحت حكمه حتى عام 1854م، ثم عزل بعد ذلك لأسباب ماليه وجرت محاكمته وسجنه في بومبي، وتوفي ودفن عام 1860م.

## احتلال عدن
في عام 1833، كُلِّف هينز بمسح جزيرة سقطرى بصفتها محطةً محتملة لتعبئة الفحم للسفن البخارية التي بدأ استخدامها على نطاق واسع. وكان ذلك قبل قناة السويس، ولكن كان من الأسرع للأفراد والرسائل الوصول إلى مصر عن طريق البر ثم استكمال الرحلة من خلال البحر الأحمر. ومع ذلك، رفض سلطان المهرة بيع الجزيرة وفشلت محاولات القوات البريطانية في الاستيلاء عليها. أقنع هينز حكومة بومباي بأن عدن ستكون ميناءً استراتيجيًا أفضل من سقطرى وربما تصبح مركزًا تجاريًا مفيدًا.
في عام 1837، أقنع هينز سلطان لحج ببيع عدن على الرغم من معارضة ابنه، الذي حاول خطف هينز لعرقلة الصفقة. عاد هينز إلى الهند، ولكن بسبب خوف من أن محمد علي باشا، حاكم مصر، قد يستولي على عدن، عاد هينز مع 700 جندي لاقتحام المدينة بنجاح في 19 يناير 1839.
عُيِّن هينز كوكيل سياسي وأدار عدن من عام 1839 إلى 1854، حيث تم ترقيته إلى رتبة نقيب في عام 1841. كانت مهامه الأولى بناء حصون، والمؤامرة لمنع تمرد العرب، واستخدام اليهود لإقامة شبكة استخبارات فعَّالة للغاية. بعد أن صدَّ هجومين لاستعادة عدن، استطاع هينز التركيز على خططه لتحويل عدن من مجرد بلدة ضئيلة يعيش فيها 600 شخص، نصفهم تقريبًا من اليهود، إلى المرفأ الرئيسي لشبه الجزيرة العربية وشرق أفريقيا.
لم يقبل بمحاولة جلب إمام اليمن إلى التحالف مع الهند، ولكنه لعب بالسياسة القبلية بمهارة فائقة، حافظ على السلام بتكاليف منخفضة من خلال رشاوى موضوعة بشكل جيد. وعرض في الوقت نفسه إيجارات منخفضة لأولئك الذين يوافقون على البناء بالحجر، وأقام مدينة كانت بعد سبع سنوات تضم سكانًا يبلغ عددهم 25,000 نسمة، مخدومة بميناء حر.

## حياته
هينز لم يكن لديه أصدقاء في المراتب العليا، ولم تحظى طلباته للمساعدة الإدارية باهتمام. كان حاكمًا افتراضيًا، ولكنه كتب كل رسالة بنفسه ولم يأخذ إجازة لمدة خمسة عشر عامًا. عندما وصل المراجعون وجدوا عجزًا بقيمة 28,000 جنيه إسترليني، حيث في غياب البنك، استخدم هينز الخزانة للنفقات السياسية والإدارية دون الحفاظ على سجلات صحيحة. تم استدعاؤه إلى بومباي من قبل شركة الهند الشرقية في فبراير 1854 ووضع في محكمة القضاء بتهمة الاحتيال والاختلاس، ورغم أنه تم تبرئته مرتين، تم طرده على الرغم من ذلك. لم يصدق أحد أنه مذنب في الغش المالي، ولكن حاكم الهند، جون إلفينستون، طالب برد الأموال. لم يكن هينز، الذي كان يتقاضى راتبًا سنويًا قدره 2400 جنيه إسترليني، قادرًا على الدفع وتم وضعه في سجن الديون. بقي هناك لمدة ست سنوات حتى أخذه الحاكم الجديد لبومباي، السير جورج كليرك، يشفق عليه. تم إطلاق سراحه في 9 يونيو 1860.
كان هينز مزيجًا غريبًا، رجلًا يملك رؤية رومانسية لمستقبل أول انتصار في عهد الملكة فيكتوريا، سياسيًا ماهرًا بين العرب ولكن ليس بين زملائه في الوطن. كان رجلاً قوياً وماكراً، ولكنه كان محبوبًا من زملائه والمرؤوسين، نشيطاً وحازماً. كان جسمه قويًا، بجبين عريض، ولحية كاملة، وعيون ملونة بشكل فاتح وواسعة يمكن أن تكون مرعبة للغاية. توفي هينز في 16 يونيو 1860، في ميناء بومباي على سفينة كانت ستأخذه إلى إنجلترا، بعد إطلاق سراحه من السجن بأسبوع.

## اتهامه وعزله
عند وجود هينز في عدن أسس أدارة الجمارك تحت أشراف موظف عربي يعاونه موظف يهودي. وحين توسع العمل عين عدداً من الهنود المعروفين بالأنجلو-إنديان وقد ظهر فيما بعد ان هؤلاء الموظفين قد تلاعبوا بمالية الجمارك، فطردهم هينز من العمل بحجة الاختلاس، وكان الدور الذي قام به أولئك الموظفون السبب في التعجيل بنهاية هينز فقد جرت عادته ان يقدم قروضا لربابنة السفن ويكتب تقارير يرفعها الى حكومة الهند، ويظهر انه كان يحس بما يجري من تلاعب في المالية فطلب من حكومة الهند ان ترسل اليه خبراء لإدارة الجمرك ولكن دون جدوى وفي نهاية عام 1853م ارسلت حكومة الهند بعثة من المحاسبين لتفتيش دفاتر المالية فوجدت عجزاً كبيراً فيها. وبما ان هينز ومساعده الاول الملازم كرو تندن كانا من ضباط الاسطول الهندي فقد استدعهما حكومة الهند للتحقيق معهما، ووجهت اليهما تهمة الاختلاس في قضيتين جنائيتين وحوكموا في بومبي فبراهما المحلفون من تهمة الاختلاس، ولكن المحكمة أدانت هينز بالتسبب بالعجز في المالية وألزمته السداد. ولم يستطع هينز ان يفعل ذلك فقد امرة المحكمة بسجنه في سجن المدينين.

## ذكراه
ظل السكان المحليون يذكرونه لسنوات طويلة، وهناك فئة تسمى في عدن "أولاد هينز" ('أولاد هينز). وقال إن مقر البيت الذي استأجره هينز في كريتر يقال إنه تم استئجاره من تاجر هندي محلي وكان يقع بالقرب من معبد هندي. وذكر (Major H F Jacob) في كتابه "ملوك العرب" (1923) أن المقر كان "متهالكًا وانهارت أجزاء منه عند انفجار المدفع الساعة 8 مساءً". وفي الفترة بين عام 1948 حتى عام 1954، أصبح مقرًا للوكالة البريطانية في محمية عدن.

## قائمة المراجع
1. ↑  "Stafford Bettesworth Haines". www.britishempire.co.uk. مؤرشف من الأصل في 2022-11-04. اطلع عليه بتاريخ 2023-11-22.